# Einar Nilson

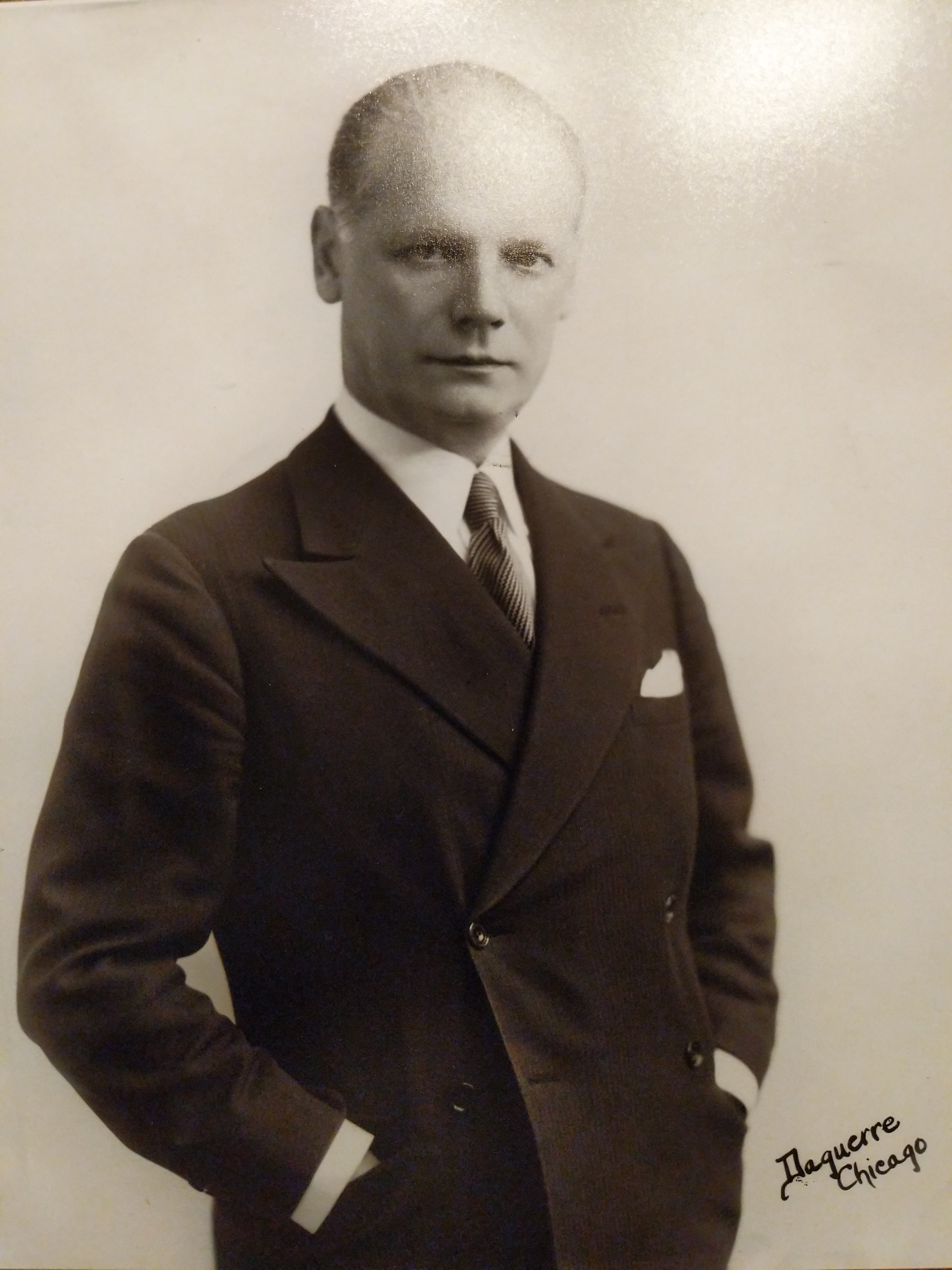
Einar Nilson (Porträt aus den 1920er Jahren)

Einar Nilson (* 21. Februar 1881 in Kristianstad; † 20. April 1964 in Hollywood) war ein schwedischer Kapellmeister und Komponist.

## Leben und Werk
Einar Berhard Nilson wurde am 21. Februar 1881 in Kristianstad, Schweden, geboren. Er stammte aus einer schwedischen Musikerfamilie. Sein Vater Nils (1841–1913) war Dirigent und Organist in der protestantischen Hauptkirche in Kristianstad und auch sein Großvater Hans (1808–1884) war Musiker und Organist. Seine Mutter Tekla Alexandra Salmson (1847–1914) stammte aus einer berühmten deutsch-jüdischen Familie.
Einar Nilson studierte bis 1900 an der Stockholmer Musikakademie Violine und war dann bis 1907 Schüler der Berliner Hochschule für Musik. Einar Nilson leitete über einen längeren Zeitraum hinweg die Musik an den Reinhardbühnen in Berlin. Hierfür schrieb er eine Reihe von Bühnenmusiken. Außerdem arrangierte er Musik zu den Reinhard-Balletten Die grüne Flöte (mit Musik von Wolfgang Amadeus Mozart), Prima Ballerina (mit Musik von Jacques Offenbach) und Die Schäferinnen (mit Musik von Jean-Philippe Rameau).
1914 heiratete Nilson Hedwig (Hede) Eleonore Vetter von Sonneberg (1889–1977) aus Altona bei Hamburg. Sie war mütterlicherseits Jüdin aus Warschau und Schauspielerin an Reinhardts Theater in Berlin. Der gemeinsame Sohn Nils Christian (1918–1988) wurde im Sommer 1918 in Berlin geboren. 1926 ließ sich das Paar scheiden. Sohn Nils Christian verließ Österreich nach dem Anschluss und ging zunächst nach Schweden und später in die Vereinigten Staaten und wurde dort Soldat. Nach Ende des Krieges machte er eine Karriere als Filmproduzent in Bayern.
Einar Nilson war 1920 Gründungsmitglied der Salzburger Festspiele. Hierfür schrieb er in Zusammenarbeit mit Bernhard Paumgartner die Musik zu der Reinhardt-Inszenierung von Hugo von Hofmannsthals Jedermann. Ab 1924 war Einar Nilson bis in die Mitte der 1930er Jahre vor allen Dingen mit Max Reinhardt vielfach in den Vereinigten Staaten tätig. 1936 emigrierte Einar Nilson in die USA. Er wirkte in Kalifornien als Komponist, Arrangeur und Herausgeber von Filmmusiken bei den Warner Brothers Studios in Burbank (Kalifornien) mit.